# Szelőce
Sókszelőce (szlovákul Selice) község Szlovákiában, a Nyitrai kerületben, a Vágsellyei járásban.

## Fekvése
A mátyusföldi község a Kisalföldön, Vágsellyétől 12 km-re délkeletre fekszik. Magyarsók és Szelőce egyesítésével jött létre 1947-ben.

## Élővilága

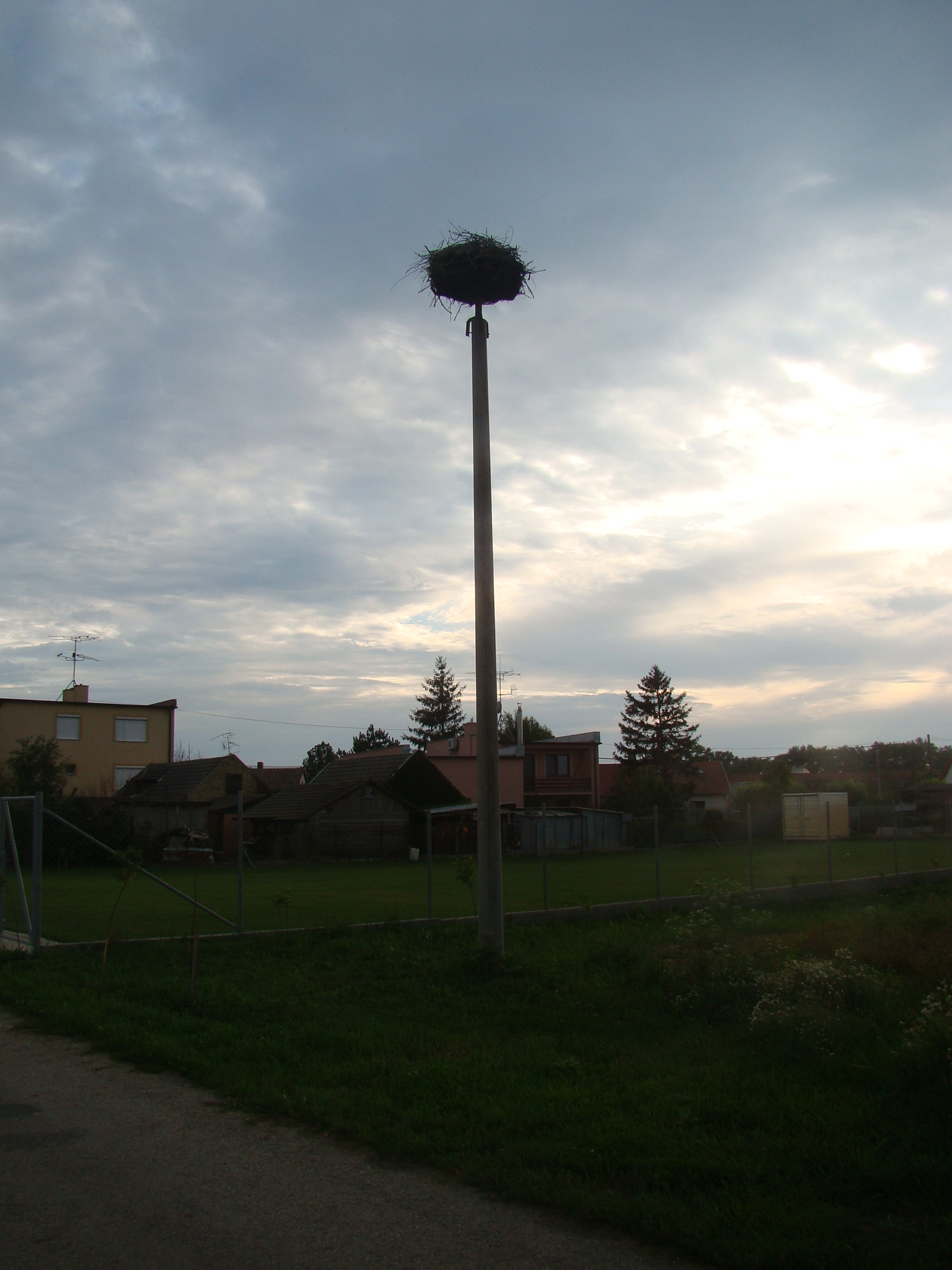
2014
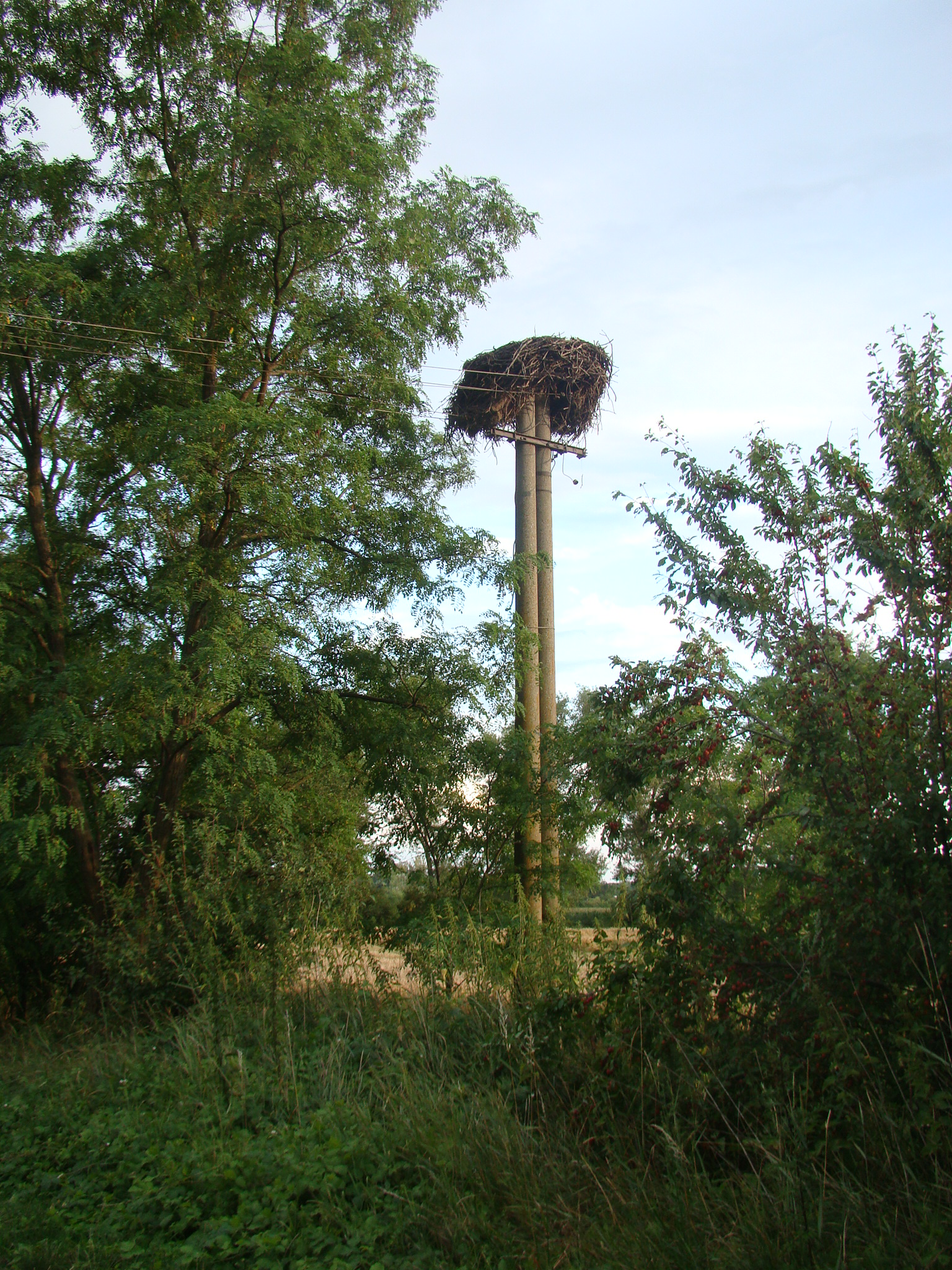
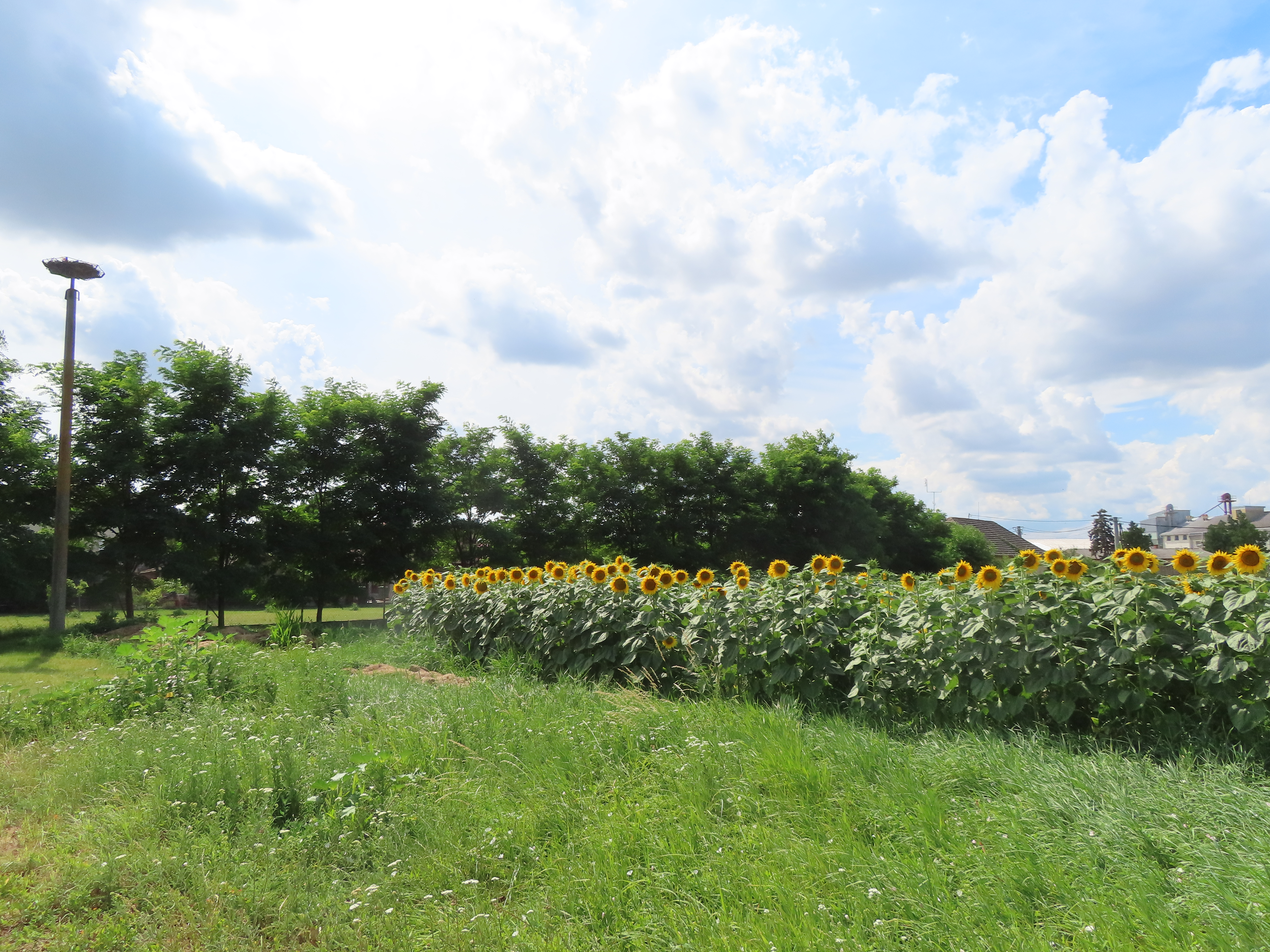
2023

- A faluban két gólyafészek található.[2]
- A község Vágfarkasd-hoz közeli külterületén, a Vág folyó jobb partján, szemétégető építését tervezik. Megépülése esetén az évi 100 000 tonna kapacitású szemétégető a környék legnagyobb környezetszennyezője lenne.[3]

## Elnevezése
Szelőcének 1078-ból maradt fenn első írásos említése „Seleuch” alakban, míg Magyarsóknak a zoborhegyi apátság 1113-ban kiadott oklevelében. 1911-től a települések hivatalos magyar formája Magyarsók (korábban Magyar-Sók) és Szelőcze lett, amikor a magyar közigazgatásban az 1898/IV. törvénycikk hatályossá vált. A települések az első bécsi döntést követően visszakerültek a Magyar királysághoz, s a hivatalos névhasználatban már a Magyarsók és a Szelőce forma került alkalmazásra.
Mivel a jelenlegi település két 1945 után egyesített egykor önálló településből áll (Magyarsókot és Szelőcét 1947-ben egyesítették), értelemszerűen nincs hivatalos magyar névalakja. A második világháború után Csehszlovákiában a jogfosztások ideje alatt a magyar nyelv használatát előbb betiltották, majd korlátozták. Az 1948-as februári kommunista fordulat után fokozatos enyhülés következett, azonban az 1990-es évekig nemzetiségi név hivatalosan előírt használatban nem volt. Az 1994-es ún. táblatörvény, majd az 1999-es kisebbségi nyelvhasználati törvény, illetve 2012-es és az aktuális 2023-as szlovák kormányrendeletben is a Sókszelőce magyar név használatát írták elő a szlovákiai hivatali érintkezésben. A kisebbségi kormánybiztos hivatala által összeállított lista azonban nem veszi figyelembe még a szlovákiai azonos magyar névalakokat sem, mint ahogy a lista szlovák politikai befolyásoltsága is egyértelmű. A szlovák jogrend értelmében a településeknek vagy azok részeinek azonban ma is csak egy hivatalos: szlovák neve (szlovákul názov obce) van, tehát a magyar helységnévhasználat (szlovákul označenie obce) a kormányrendeletek mellékletei ellenére nem minősülnek hivatalos magyar helynévnek.

## Története
A települést 1078-ban „Seleuch” alakban említik először. 1317-ben „Zelechen”, 1323-ban „Seleuch” alakban szerepel a forrásokban. Királyi birtok volt, majd a 11. század végén a pannonhalmi bencés apátság birtoka lett. 1317-ben az Apponyi, Mérey és Vécsey családok, a 16. században a Csúzy család, a 18-19. században a Hunyady, Károlyi, Majthényi és Rudnay családok voltak a birtokosai. A 16. században elpusztította a török. 1715-ben 4 háztartása adózott. 1787-ben 124 házában 925 lakos élt. 1828-ban 182 háza volt 1271 lakossal. Lakói mezőgazdasággal és kosárfonással foglalkoztak.
Vályi András szerint „SZELLŐCZE. Magyar falu Nyitra Várm. földes Ura B. Hunyady Uraság, lakosai katolikusok, fekszik Selyéhez 1 1/4 mértföldnyire; határja középszerű.”
Fényes Elek szerint „Szelőcze, magyar falu, Nyitra vmegyében, Sók mellett: 1062 kath., 18 evang., 74 ref. 103 zsidó lak. kath. paroch. templommal. – Határa ollyan mint Sóké, azaz termékeny, róna; legelője sok van. F. u. gr. Hunyady sat. Érsekujvárhoz 2 mfd.”
Nyitra vármegye monográfiájában „Szelőcze, magyar község a Vág balpartján, Magyar-Sók mellett. 1671 r. kath., ág. ev., ev. ref. és izr. vallásu lakossal, kik között a r. katholikusok száma túlnyomó. Postája Magyar-Sók, táviró- és vasúti állomása Tornócz. Kath. templomát 1787-ben építették. Kegyura a vallásalap. Az izraelitáknak zsinagógájuk van itt, mely 1802-ben épült. 1866-ban a községben épített út felhányása alkalmával sok emberi csontmaradványra és régi fegyverdarabokra bukkantak. A község gyakran volt kitéve elemi csapásoknak. 1861-ben nagy tüzvész pusztította. 1883-ban pedig jégverés tette tönkre a lakosok vagyonát és 1873 előtt a gyakori nagyobb árvizek okoztak inséget. A községről 156Szent László király alatt „Szelőcz” (Seleuch) néven, mint a pannonhalmi apátság birtokáról van feljegyzés. Földesurai később a Hunyady grófok voltak, jelenleg pedig gróf Károlyi Lajosnak van itt nagyobb birtoka.”
A trianoni békeszerződésig Nyitra vármegye Vágsellyei járásához tartozott. 1938 és 1945 között újra Magyarország része.

## Nevezetességei

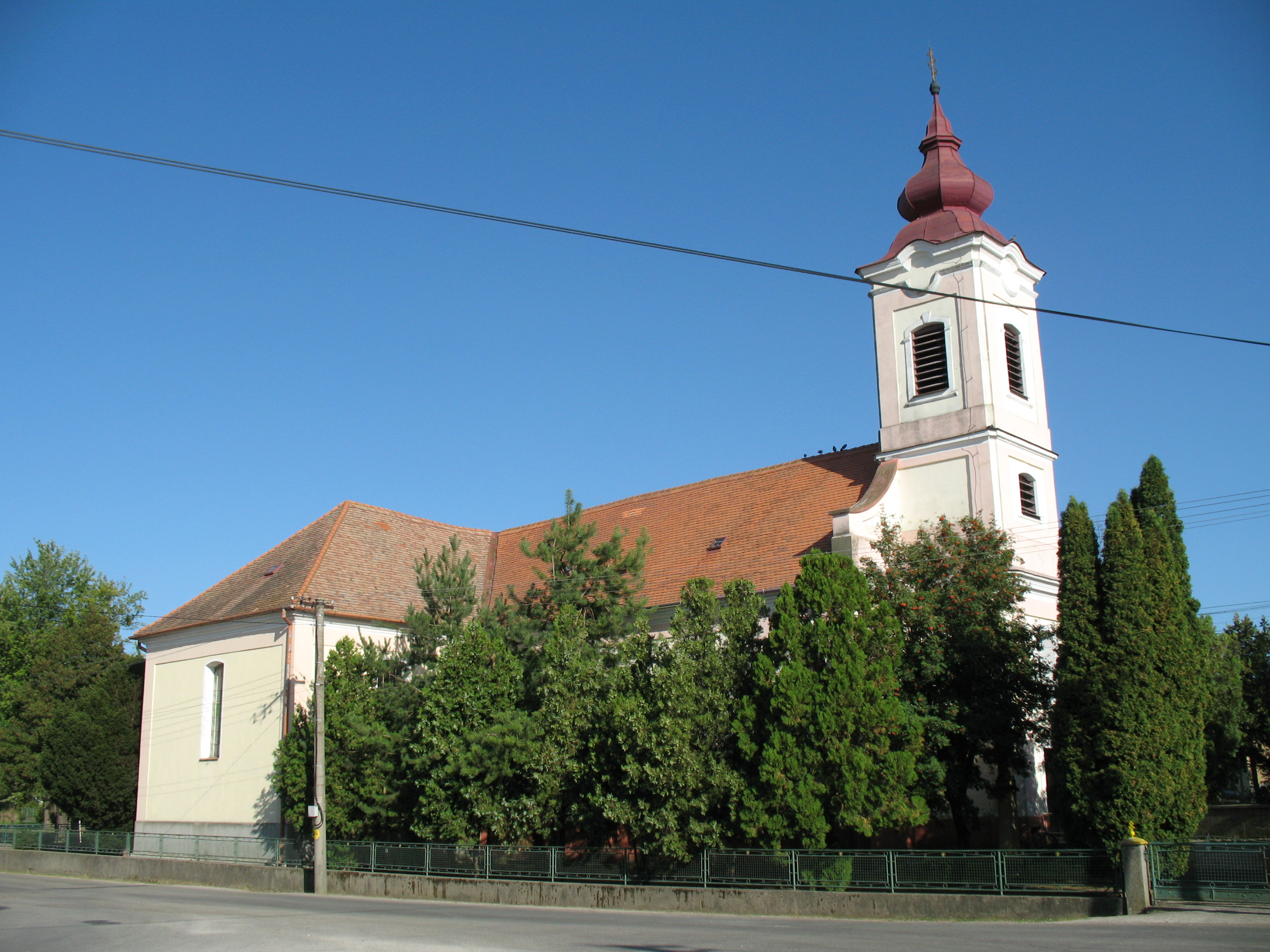
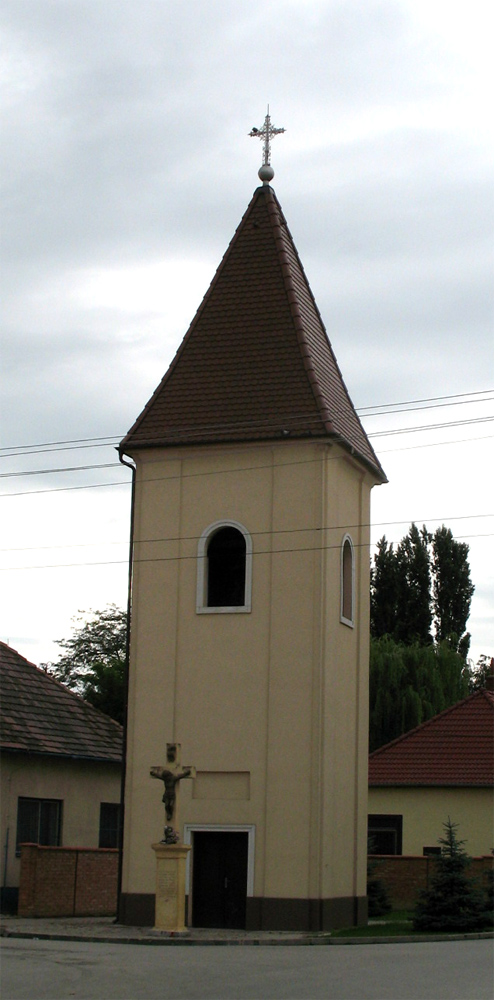
Harangtorony
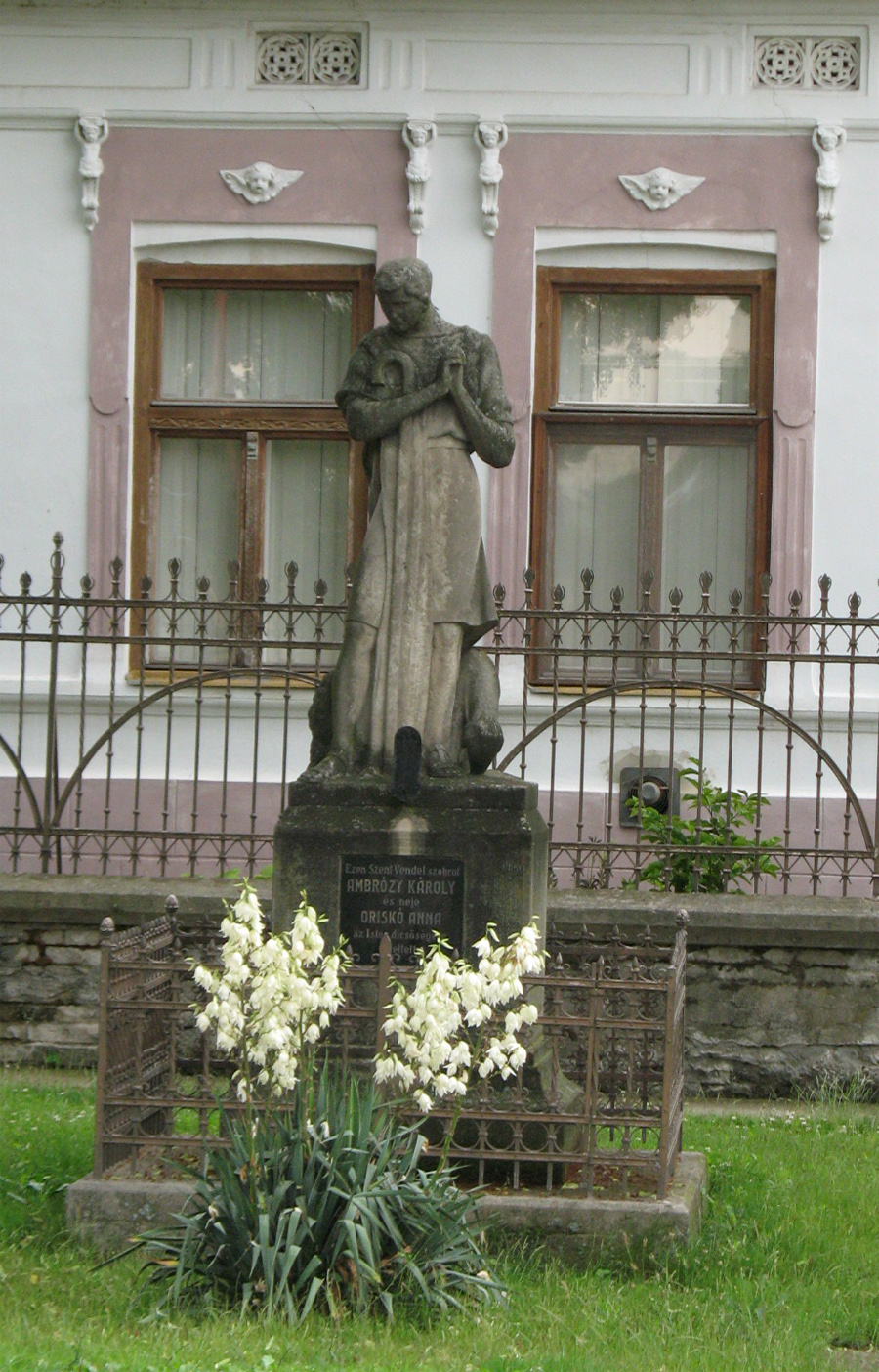
Szent Vendel szobra

- Szent Mihály tiszteletére szentelt római katolikus temploma 1785-ben épült klasszicista stílusban. 1882-ben bővítették.
- Az első református templom 1650-ben épült kőből. Az ellenreformáció idején elkobzott református templomot a későbbiekben katolikus templommá alakították át. II. József türelmi rendeletének jogalapján 1788-ban a reformátusok egy fatemplomot építettek. Ennek a helyén épült 1816-ban egy új templom téglából. Mivel homokra építették, 120 év után le kellett bontani. A mai templom (immár a negyedik) 1936-ban épült a korábbi, 1816-ban épített templom alapjaira.
- Sókszelőcei Napok augusztusban.
- Vízerőmű a Vág folyón.

## Népessége
| Év:            | 1994. | 2004.   | 2014.   | 2024.   |
| -------------- | ----- | ------- | ------- | ------- |
| Emberek száma: | 2812  | 2914    | 2823    | 2846    |
| Eltérés:       |       | +3,62 % | -3,12 % | +0,81 % |

| Év:            | 2023. | 2024.   |
| -------------- | ----- | ------- |
| Emberek száma: | 2853  | 2846    |
| Eltérés:       |       | -0,24 % |

Az Árpád-kori alapítású falu őshonos lakosságát magyarok alkotják.
1910-ben Szelőce 1703 lakosából 1690 magyar és 12 szlovák anyanyelvű volt. Magyarsók 2022 lakosából 1990 magyar és 29 szlovák anyanyelvű volt.
1970-ben 3425 lakosából 2842 magyar és 554 szlovák volt.
1980-ban 3124 lakosából 2606 magyar és 494 szlovák volt.
1991-ben 2755 lakosából 2079 magyar és 565 szlovák volt.
2001-ben 2832 lakosából 1682 magyar és 1011 szlovák volt.
2011-ben 2859 lakosából 1416 magyar és 1241 szlovák volt.
2021-ben 2872 lakosából 1008 (+96) magyar, 1450 (+57) szlovák, 43 (+217) cigány, 27 egyéb és 344 ismeretlen nemzetiségű volt.
| Szelőce lakosságának nemzetiségi megoszlása | Szelőce lakosságának nemzetiségi megoszlása | Szelőce lakosságának nemzetiségi megoszlása |
| ------------------------------------------- | ------------------------------------------- | ------------------------------------------- |
| szlovák                                     |                                             | 1011 fő (36%)                               |
| magyar                                      |                                             | 1682 fő (59%)                               |
| *2001. évi népszámlálási adatok             |                                             |                                             |

| Szelőce lakosságának nemzetiségi megoszlása | Szelőce lakosságának nemzetiségi megoszlása | Szelőce lakosságának nemzetiségi megoszlása |
| ------------------------------------------- | ------------------------------------------- | ------------------------------------------- |
| szlovák                                     |                                             | 1241 fő (43%)                               |
| magyar                                      |                                             | 1416 fő (50%)                               |
| roma                                        |                                             | 107 fő (4%)                                 |
| cseh                                        |                                             | 18 fő (1%)                                  |
| *2011. évi népszámlálási adatok             |                                             |                                             |

## Oktatásügy
- Iskolájának legkorábbi ismert említése 1752-ből származik.
- Osztényi Leander Alapiskola és Óvoda. A magyar tanítási nyelvű, 11 tantermes általános iskola 2000 óta viseli egykori igazgató-tanítója, a vágfarkasdi születésű festőművész nevét.

## Neves személyek
- Magyarsókon is tanított Osztényi Leander tanító, festőművész.
- Magyarsókon is tanított Szeghalmy Gyula tanító, régész, fényképész.
- Magyarsókon született 1787-ben Réső Ensel Sándor táblai ügyvéd és több megye táblabírája.
- Magyarsókon született 1810-ben Váli Ferenc természetrajz-vegytan szakos tanár, tankönyvíró, a pápai tanítóképző megteremtője és első igazgatója.
- Magyarsókon született 1914-ben Kertész Gyula polihisztor
- Itt született 1945. október 4-én Rácz László csellótanár, csellista.
- Itt született 1950. december 22-én Tomáš Galis zsolnai püspök.
- Itt tanított Stampay János tanár, iskolaigazgató, kántor, író.

## Galéria
- Kereszt 1826-ból
- Szent Vendel
- Kereszt 1851-ből
- Temetőkapu 1929-ből
- Temetőkereszt

## Külső hivatkozások
- E-obce.sk Archiválva 2008. szeptember 20-i dátummal a Wayback Machine-ben
- Községinfó
- Szelőce Szlovákia térképén